# バルチースク

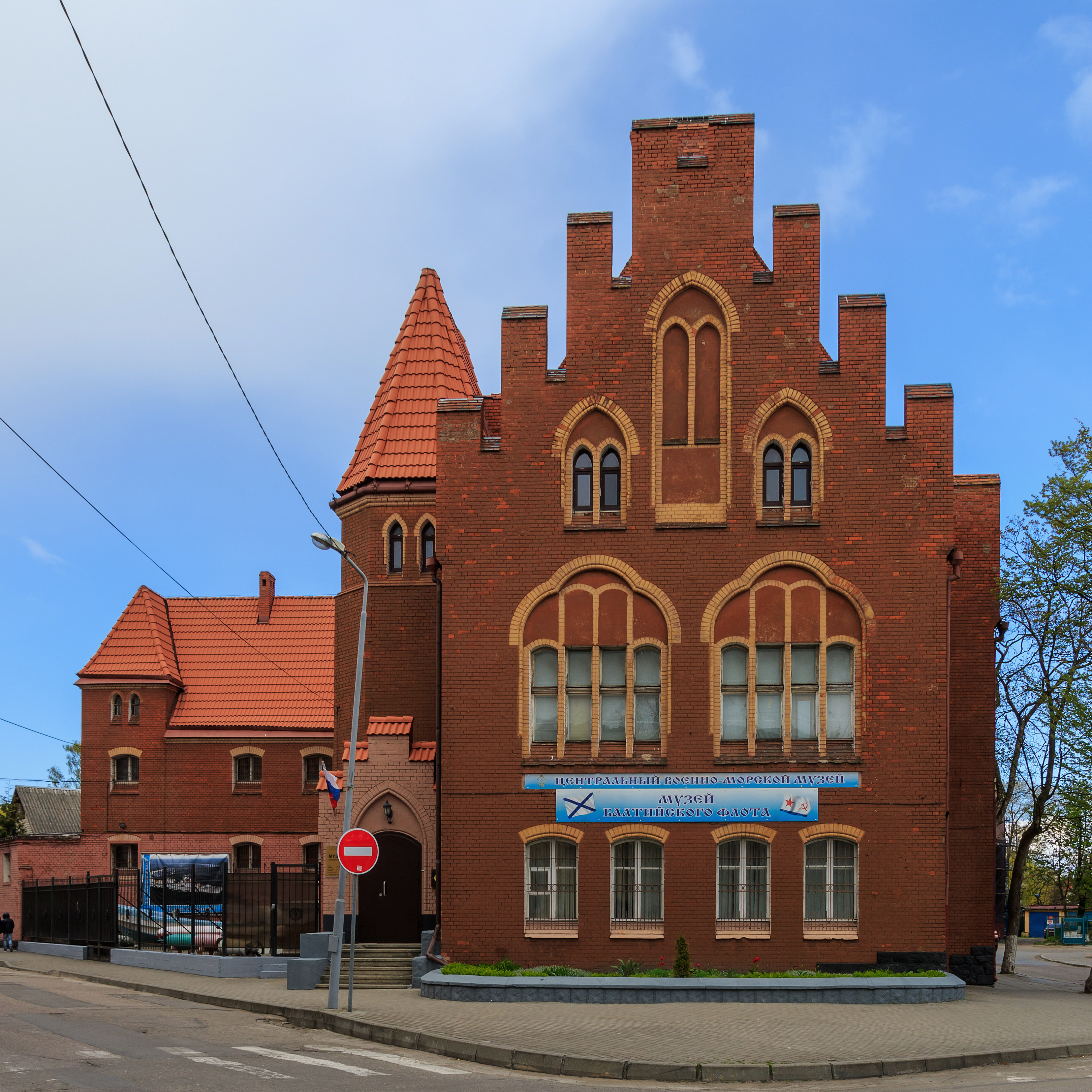
バルチック艦隊博物館（旧ピラウ教会）

バルチースク （ロシア語: Балти́йск, ラテン文字転写: Baltiysk バルチーイスク）は、ロシア連邦・カリーニングラード州の港町。人口は2万6796人（2021年）。
ロシア海軍バルト艦隊の主要海軍基地があり、サンクトペテルブルクとはフェリーで連絡している。州都カリーニングラード（旧ケーニヒスベルク）から約50キロメートル離れている。ヴィスワ砂嘴（ロシア語名バルチースク砂嘴）の北部に位置する。ドイツ領東プロイセン時代の名称はピラウ（ドイツ語: Pillau ピラウ; ポーランド語: Piława ピワヴァ; リトアニア語: Piliava ピリアヴァ）。

## 歴史

### プルーセン

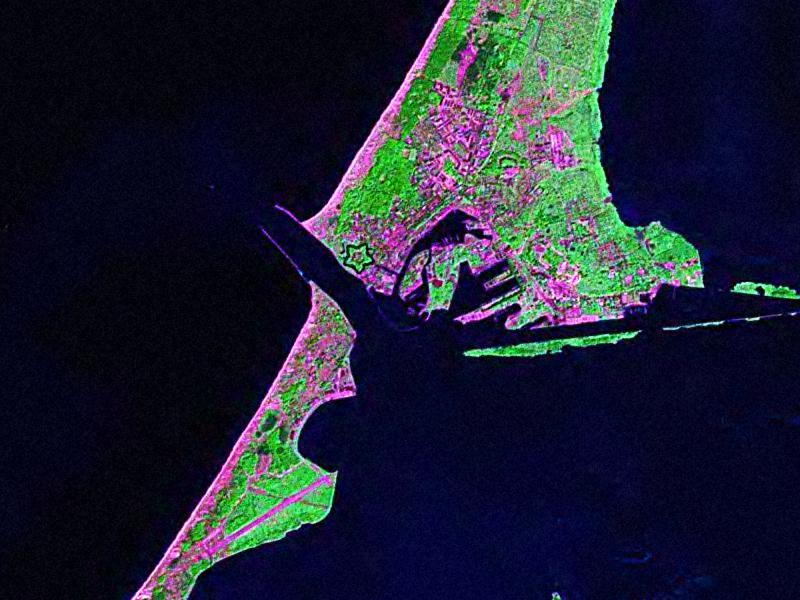
バルチースクの衛星写真

プルーセン人の漁村が、13世紀、海岸部の数カ所に生まれた。村の名前である Pils という言葉は、古プルーセン語で『砦』を意味していた。1510年9月10日、大きな嵐が村の前の航行できる潟をつくった。これが、ピラウがプロイセン公国の重要港となるよう成長を促した。1537年には小防塞が建設され、1543年には石造り構造になった。1550年には初期の防御施設となった。
三十年戦争中、スウェーデン軍がポーランド・リトアニア共和国に勝利を収めた後、港を占領した。グスタフ・アドルフ王は1626年5月、自軍を引き連れてピラウへ上陸した。1629年のアルトマルクの和議後もスウェーデン軍はピラウを保持し、その防御施設を改良した。彼らは星形要塞を建設した（現在は市のランドマークである）。1635年、ピラウ市民は10,000ターラーの賠償金を払い、スウェーデン軍はブランデンブルク選帝侯へ駐屯地を明け渡した。

### ドイツ都市

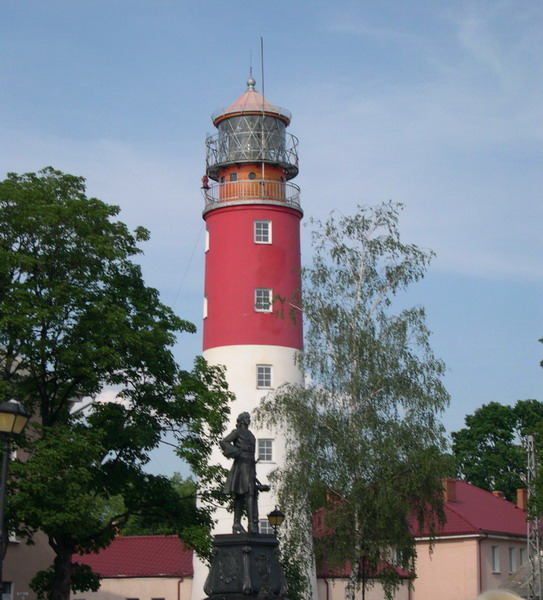
灯台と、ピョートル1世像

17世紀終わりから、町はかなり拡大した。灯台と石造りの教会が建てられた。ロシア皇帝ピョートル1世はピラウを三度訪れている。最初は1697年で、遣欧使節団を派遣する際であった。灯台の隣にピョートル大帝の像が立つ。1725年にピラウが市特権を授けられた後、市庁舎が建設された。このバロック様式の大建築物は1745年5月に落成式が行われ、第二次世界大戦末期に破壊された。
七年戦争の最中、ロシア軍がピラウを占領し、小さなロシア正教会の教会を建てた。この出来事は、ロシア女帝エリザヴェータの騎馬像によって記念されている（2004年）。1807年6月、ピラウはナポレオン1世の率いる大軍に襲われた。その後の19世紀には目立った出来事は起こらなかった。31.38 mの高さの灯台が建てられた。要塞全体が最新式に更新され、1871年にプロイセン人によって再建された。

### 現代史
1901年11月15日、ケーニヒスベルク運河が、ピラウとケーニヒスベルクとの間で開通した。建設にかかった費用は1億3千万マルクという。この水路は喫水21フィートの船舶がピラウ市に沿って停泊でき、またピラウで止まることなしに東プロイセンの首都へと航行できた。これがピラウの経済に深刻な打撃を与えた。
第二次世界大戦中、ピラウはUボートの訓練施設を抱えていた。1945年、赤軍が東プロイセンへ侵攻し、45万人を越える難民がピラウからドイツ中央部・西部へとフェリーで脱出した。戦後、東プロイセンに属したピラウ一帯はソビエト連邦の手に渡り、ドイツ人追放が行われた。ロシア化が進められ、ピラウという名からバルチースクへ変えられた。
1952年、ソ連執行部はバルチースクにバルト艦隊の海軍基地を落成させた。その結果、バルチースクは閉鎖都市となった。外国人との往来、許可のない外部者との往来は禁止された。冷戦時代、バルチースク空軍基地によって運営されていた。カリーニングラードとともにバルチースクは、ロシアへ航行可能なバルト海沿岸の不凍港である。

## 見どころ
市周囲にある歴史的建築物は、五角形のピラウ要塞がある。これは1626年にスウェーデンがつくり、1670年にプロイセンが完成させた。1870年に修繕され、現在は海軍博物館が入っている。13世紀に建てられたロヒシュタット城、19世紀の海軍防御施設の迷宮、聖ゲオルク聖堂（1866年）、32メートルの高さがあるドイツ表現主義の監視塔（1932年）、ゴシック・リヴァイヴァル建築のバルチック艦隊博物館（1903年）、19世紀初頭の優雅な灯台、石造の十字架（1830年、聖プラハのアダルベルトが殉教したとされる地に建てられた。ソ連時代に破壊されたが、1997年に再建された）などがある。

## 姉妹都市
- エルブロンク、ポーランド
- ニサ、ポーランド
- カールスクローナ、スウェーデン

## 参照
- Baedeker, Karl, Northern Germany, 14th revised (English-language) edition, Leipzig, London, and New York, 1904.